# Академіка Петролеуш (Лобіту)
«Академіка Петролеуш ду Лобіту» або просто  Академіка Петролеуш (порт. Académica Petróleos do Lobito) — ангольський футбольний клуб з міста Лобіту, який виступає в Чемпіонаті Анголи з футболу.

## Історія
Клуб було засновано 17 березня 1970 року під назвою «Академіка да Чілімба» Засновником клубу виступив Жеральду Гуяду та ще декілька його однодумців. У 1981 році клуб змінив поточну назву завдяки укладенню спонсорської угоди з ангольською державною нафтовою компанією Sonangol. Найкращим досягненням клубу стали срібні нагороди Гіраболи, які клуб здобув у сезоні 1999 року, при цьому «студентів» випередив лише Примейру де Агошту. В сезоні 2011 року команда посіла останнє 16-те місце та вилетіла до Гіра Ангола. У сезоні 2015 року «студенти» повернулися до Гіраболи та посіли 13-те місце (останнє, яке дозволяло зберегти прописку в елітному дивізіоні національного чемпіонату).
На міжнародному арені клуб взяв участь в розіграші 1 континентального кубку, Кубку КАФ 2000 року, в якому «Академіка» за сумою двох поєдинків поступилася вже в першому раунді клубу ТП Мазембе з ДР Конго. Крім того, «Академіка» є єдиним футбольним клубом з міста Лобіту, яка грала в міжнародному турнірі.

## Досягнення
- Гірабола
  -  Срібний призер (1): 1999

- Гіра Ангола (Серія Б):
  -  Чемпіон (1): 2014
  -  Срібний призер (3): 2008, 2010, 2013

- Чемпіонат провінції Бенгела:
  -  Чемпіон (2): 2012, 2015

- Суперкубок провінції Бенгела:
  -  Володар (1): 2015

## Статистика виступів клубу в національних чемпіонатах Анголи
| 1999 ГБ | 2000 ГБ | 2001 ГБ | 2002 ГБ | 2003 ГБ | 2004 ГБ | 2005 ГБ | 2006 ГА б | 2007 ГА б | 2008 ГА б | 2009 ГБ | 2010 ГА б | 2011 ГБ | 2012 ГА б | 2013 ГА б | 2014 ГА б | 2015 ГБ |
|         |         |         |         |         |         |         |           |           |           |         |           |         |           |           | 1м        |         |
| 1999    |         |         |         |         |         |         |           |           | 2м        |         | 2м        |         |           | 2м        |           |         |
|         |         |         |         |         |         |         |           |           |           |         |           |         |           |           |           |         |
|         |         | 4       |         |         |         |         |           | 4         |           |         |           |         | 4         |           |           |         |
|         |         |         |         |         |         |         | 5         |           |           |         |           |         |           |           |           |         |
|         |         |         | 6       | 6       |         |         |           |           |           |         |           |         |           |           |           |         |
|         | 7       |         |         |         |         |         |           |           |           |         |           |         |           |           |           |         |
|         |         |         |         |         |         |         |           |           |           |         |           |         |           |           |           |         |
|         |         |         |         |         |         |         |           |           |           |         |           |         |           |           |           |         |
|         |         |         |         |         | 10      |         |           |           |           |         |           |         |           |           |           |         |
|         |         |         |         |         |         |         |           |           |           |         |           |         |           |           |           |         |
|         |         |         |         |         |         |         |           |           |           |         |           |         |           |           |           |         |
|         |         |         |         |         |         | 13      |           |           |           |         |           |         |           |           |           |         |
|         |         |         |         |         |         |         |           |           |           | 14      |           |         |           |           |           |         |
|         |         |         |         |         |         |         |           |           |           |         |           |         |           |           |           |         |
|         |         |         |         |         |         |         |           |           |           |         |           | 16      |           |           |           |         |

Примітка:1м/2м = Вихід до Гіраболи, ГБ = Гірабола, ГА = Гіра Ангола 
    Рейтинг червоного кольору означає, що клуб вилетів з чемпіонату 
   Рейтинг пурпурового кольору означає, що клуб вийшов до вищого дивізіону та вилетів з нього протягом одного й того ж сезону

## Виступи під егідою КАФ
| Сезон | Турнір    | Раунд | Клуб       | Вдома | На виїзді | Загальний |
| ----- | --------- | ----- | ---------- | ----- | --------- | --------- |
| 2000  | Кубок КАФ | 1     | ТП Мазембе | 2-3   | 0-4       | 2-7       |

## Відомі тренери
| Ангола                | Кідуму Педру            | (1991)          | - |                 |
| Ангола                | Жоау Машаду             | (січень 2001)   | - | (березень 2003) |
| Ангола                | Фернанду Жордау         | (березень 2003) | - | (січень 2004)   |
| Ангола                | Енрікеш Фернандеш       | (лютий 2004)    | - | (травень 2004)  |
| Ангола                | Альбану Сезар           | (травень 2004)  | - | (листопад 2005) |
| Ангола                | Антоніу Лопеш           |                 | - | (серпень 2008)  |
| Ангола                | Жоау Пінтар             | (серпень 2008)  | - | (листопад 2008) |
| Ангола                | Руї Тейшейра            | (січень 2009)   | - | (березень 2009) |
| Ангола                | Агостінью Трамагал      | (квітень 2009)  | - | (листопад 2010) |
| Ангола                | Даніель Куінентуш       | (січень 2011)   | - | (травень 2011)  |
| Ангола                | Жозе Роша               | (травень 2011)  | - | (липень 2011)   |
| Ангола                | Жозе Сільвештре Перейра | (липень 2011)   | - | (серпень 2011)  |
| Ангола                | Сезар Санья             | (вересень 2011) | - | (листопад 2011) |
| Ангола                | Жозе Сільвештре Перейра | (січень 2012)   | - | (листопад 2012) |
| Ангола                | Агостінью Трамагал      | (січень 2013)   | - | (листопад 2013) |
| Німеччина · Туреччина | Екрем Асма              | (січень 2014)   | - | (вересень 2015) |
| Португалія            | Важ Пінту               | (січень 2016)   | - | (квітень 2016)  |
| Ангола                | Антоніу Лопеш           | (квітень 2016)  | - |                 |